# 諾夫犬齒獸屬
諾夫犬齒獸屬（屬名：Novocynodon）是合弓綱犬齒獸亞目的一屬，屬於三尖叉齒獸科。化石發現於俄羅斯奧倫堡州，生存年代為二疊紀晚期。模式種是N. kutorgai，是在2012年的一份二疊紀東歐犬齒獸類研究被命名。